# A Free Ride
A Free Ride, també coneguda com A Grass Sandwich, és una stag film del cinema mut, considerada la primera pel·lícula pornogràfica hardcore nord-americana existent. Representa un motorista que recull dues dones al costat de la carretera i més tard es dedica a diversos actes sexuals amb elles. Tot i que la majoria dels estudiosos consideren A Free Ride una pel·lícula de 1915, algunes fonts afirmen que es va produir més tard. El director de la pel·lícula va utilitzar un pseudònim i el repartiment va romandre anònim. Es desconeix el lloc de rodatge, tot i que pot haver-se produït a Nova Jersey. Han sorgit dues teories contradictòries pel que fa a les identitats del repartiment: algunes fonts suggereixen que eren persones amb estatus social baix, però altres afirmen el contrari. El Kinsey Institute té una impressió de la pel·lícula a la seva col·lecció. A Free Ride es va projectar a la inauguració del Museum of Sex. El 2004, Lisa Oppenheim, una artista amb seu a Nova York, va refer la pel·lícula.

## Trama
L'intertítol inicial d'A Free Ride denota l'ambientació de la pel·lícula com "en els espais oberts, on els homes són homes i les noies seran noies, els turons estan plens de romanç i aventures". La pel·lícula mostra dues dones caminant juntes cap a casa per un camí rural. Arriba un automobilista adinerat en un turisme Haynes 50-60 Model Y de 1912 amb volant a la dreta i les ofereix pujar. Després d'alguns dubtes, les dones accepten la seva promesa de comportar-se correctament i s'asseuen al seu costat al seient davanter. Tanmateix, l'home immediatament les besa i les acaricia, abans que es posin en marxa.
Un temps més tard, l'home atura el cotxe i s'escapa de la vista als arbres per orinar, però les dones el segueixen i voyeurísticament el miren, tornant al cotxe quan acaba per ocultar el que han fet. Després del seu retorn, les dones van al mateix lloc per orinar. En secret les segueix, les observa i s'excita sexualment, tornant també al cotxe abans de ser descobert. Les dones tornen al cotxe i accepten l'oferta de licor de l'home.
L'home demana a una de les dones que l'acompanyi al bosc i es masturben mútuament dempeus. L'altra dona es mostra curiosa i els segueix al bosc. En veure'ls, s'excita sexualment i s'estimula. Mentrestant, l'home i la primera dona tenen sexe en la posició del missioner. Poc després, la segona dona s'uneix a ells i l'home té relacions sexuals amb ella en la postura del gosset. Més tard, tenen un trio, i una de les dones li fa una felació en acabar. Després d'acabar els actes sexuals, tornen al cotxe i marxen.

## Producció

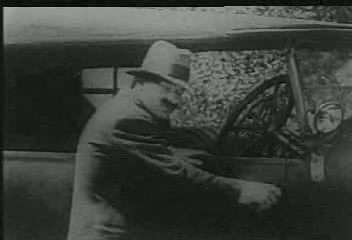
L'actor porta un gran bigoti fals i un barret que va portar a l'autor Dave Thompson a concloure que l'equip es va esforçar per fer que el repartiment no es pugui identificar.

L'autor britànic Dave Thompson, al seu llibre Black and White and Blue: Adult Cinema from the Victorian Age to the VCR, assenyala que D. W. Griffith és acreditat per una font com a director de "A Free Ride". Però aquesta afirmació és rebutjada per l'historiador del cinema Kevin Brownlow i el mateix Thompson. Les identitats del repartiment no es revelen als crèdits (la targeta del títol diu "protagonitzada per les Jazz Girls"). Thompson afirma que el repartiment no s'assembla al de les estrelles de cinema mut contemporànies identificables. Afirma que l'equip es va esforçar per no identificar el repartiment, assenyalant que l'actor porta un gran bigoti fals i un barret. Quan el bigoti de l'actor es va desprendre abans del final de la pel·lícula, va amagar la cara fins que es va tornar a col·locar el bigoti. Thompson assenyala que alguns relats històrics, que descriu com a "històries casuals", han suggerit que el repartiment de les primeres pel·lícules pornogràfiques es va extreure d'entre persones amb un estatus social baix, com ara els sense sostre, els drogodependents, els malalts mentals, les prostitutes i els petits delinqüents. Thompson argumenta que gairebé no hi ha evidència documental per a aquesta afirmació, i suggereix que els actors probablement tenien un estatus social més alt.
A Free Ride fou rodat als exteriors. Segons l'historiador cultural Joseph W. Slade, hi ha una llegenda que va ser rodat a Nova Jersey. La majoria d'acadèmics, inclosos Al Di Lauro, Gerald Rabkin i Jonathon Ross, creu que la pel·lícula es va produir l'any 1915 i és la pel·lícula pornogràfica hardcore nord-americana més antiga que ha sobreviscut. El columnista de Los Angeles Times Jay Jones assenyala que es creu que A Free Ride és la primera pel·lícula pornogràfica feta amb propòsit comercial. Algunes fonts discuteixen la data de producció de 1915. Segons el Kinsey Institute for Research in Sex, Gender, and Reproduction, la pel·lícula es va fer entre 1917 i 1919. L'estudiosa del cinema Linda Williams també escriu que l'afirmació que "A Free Ride" és la primera pel·lícula porno nord-americana que es conserva és "dubtosa". Kevin Brownlow escriu al seu llibre Behind the Mask of Innocence que, a jutjar per les modes, la pel·lícula es va fer al voltant de 1923". Thompson diu que l'evidència presentada per donar suport a la data de producció posterior és de mala qualitat, però assenyala que alguns altres experts estan d'acord amb l'afirmació de Brownlow. L'evidència citada en suport d'una data de producció de 1923 inclou la semblança d'un dels pentinats de les dones amb el de Mary Pickford, una actriu que va dominar la indústria cinematogràfica nord-americana durant la dècada de 1920. Els defensors de la data posterior afirmen que la dona portava una perruca d'estil Pickford. Tanmateix, Thompson indica que els cabells arrissats a l'estil Pickford es van fer populars a la dècada de 1910, citant una entrevista de 1914 a la revista "Photoplay" en la qual Pickford va dir que se sentia esgotada per les cartes d'admiradors que li preguntaven pel seu cabell. Thompson també nega l'afirmació que la dona de la pel·lícula portava una perruca.

## Estrena
Es creu que A Free Ride es va mostrar per primera vegada al seu públic l'any 1915. En aquell moment no era possible projectar pel·lícules porno als cinemes públics a causa de la moralitat victoriana de la societat contemporània. Igual que altres pel·lícules pornogràfiques d'aquella època, "A Free Ride" es va estrenar i es va fer circular clandestinament per evitar la censura. Probablement es va mostrar en prostíbuls, clubs de cavallers, illegal gatherings of men in public places, festa de final de fadrinesa, i altres llocs exclusivament per homes: la pel·lícula es va mantenir oculta a la societat en general i a les autoritats.

## Anàlisi crítica

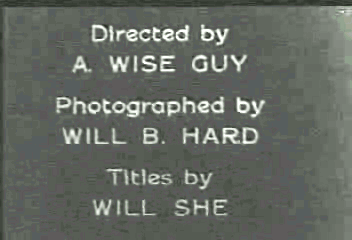
A Free Ride fa servir l'humor als seus crèdits inicials a través de noms falsos del repartiment i de l'equip.

Segons Williams, "A Free Ride" és un representant tipològic d'un gènere de pel·lícules pornogràfiques primerenques que incloïa voyeurisme. La pel·lícula també mostra relacions sexuals, fel·lació, troilisme, i urolàgnia. Com l'argentina El Sartorio (c. 1907–15) i l'alemanya Am Abend (c. 1910), A Free Ride comencen amb fotogrames narratius senzills, i després mostra signes de cinema més convencional durant un curt període, i finalment mostra escenes hardcore d'una manera fragmentada. L'autor Laurence O'Toole ha descrit ler primeres pel·lícules porno com A Free Ride com "un embolic de càmeres desiguals i edició amb calçador". Tanmateix, com altres pel·lícules porno de la dècada de 1910, aquesta pel·lícula és de qualitat superior a la pornografia no comercial que la precedia.
El periodista Luke Ford escriu que el sexe es posa més èmfasi que la història a A Free Ride. La pel·lícula utilitza l'humor en els seus crèdits inicials a través de noms falsos del repartiment i dels equips, com ara A. Wise Guy com a director, Will B. Hard com a fotògraf i Will She com a escriptor del títol. Williams ho descriu com a "humor cru" i afirma que era comú a les stag films americanes produïdes a partir d'aquesta època. El professor Frank A. Hoffman de la Universitat de Buffalo escriu que l'estàndard de producció de la pel·lícula indica que hi havia hagut experimentació prèvia amb stag films. O'Toole escriu que, malgrat la naturalesa elemental de pel·lícules com A Free Ride, les stag films es van "rigiditzar en una experiència visual restringida" en un curt període.
Hoffman assenyala que A Free Ride conté molts components fonamentals que són les característiques d'una pel·lícula pornogràfica arquetípica. Identifica aquests components bàsics com un estat de coses curosament planificat però no complicat per proporcionar una motivació introductòria, estímuls visuals per excitar sexualment a les dones, un tema que generalment és rar en realitat, una seducció directa i molt ràpida, i el sexe actua com el tema central de la pel·lícula.

## Recepció i llegat
A Free Ride va ser una stag film ben coneguda del 1910 i, segons Williams, es considera una pel·lícula pornogràfica clàssica. És una de les tres pel·lícules pornogràfiques més antigues, juntament amb El Sartorio i Am Abend, a la col·lecció del Kinsey Institute. El documental de 1970 A History of the Blue Movie inclou escenes d'aquesta pel·lícula. El Museu del Sexe a la ciutat de Nova York va exhibir A Free Ride en la seva inauguració el 2002. Lisa Oppenheim, una directora de cinema de Nova York, va refer la pel·lícula el 2004 sense cap actor; en canvi, els esdeveniments de la pel·lícula estaven representats per "el paisatge i els arbres".